# Anja Pärson
Anja Sofia Tess Pärson (n. 25 aprilie 1981, Tärna⁠(d), Comitatul Västerbotten, Suedia) este o fostă schioară suedeză. A câștigat o medalie de aur la jocurile olimpice și șapte titluri de campion mondial la schi alpin, de asemenea a mai câștigat de două ori cupa la rezultate generale. Pärson, este una dintre cele patru atlete, care au câștigat cupa mondială la cinci discipline. Până acum ea este singura care a devenit campioană mondială la toate disciplinele de schi alpin. După numărul de medalii obținute, Anja Pärson, a fost depășită numai de sportiva germană a anilor 1930, Christl Cranz.
| MEDALII - 1 x Aur 1 x Argint 4 x Bronz la Campionatul Olimpic - 7 x Aur 1 x Argint 2 x Bronz la Campionatul Mondial - 4 x Aur 0 x Argint 2 x Bronz la Campionatul Mondial printre Juniori |

## Date biografice
Anja Pärson a început să schieze la vârsta de trei ani, reușind nu peste mult să câștige în fața unor concurente mai în vârstă. Acest lucru a fost observat de tatăl ei, Anders Pärson, care a început să o antreneze. În noiembrie 1996 ea se remarcă la campionatul național de juniori din Suedia. În sezonul anilor 1997/98 câștigă două cupe europene, iar în anul 1998 câștigă aur la slalom uriaș și bronz la slalom, la Campionatul Mondial al Juniorilor de schi alpin.

### Între 1998 - 2002
Anja Pärson participă la 17 ani în martie 1998, la primul campionat mondial, când ocupă locul 25, în octombrie același an urcă pe locul 13. În decembrie 1998 a câștigat deja o medalie. Între anii 1999 și 2000 câștigă două medalii de aur și două de bronz, fiind între juniare, cea mai bună atletă. În sezonul  2002/03, urcă treptat în ierarhia mondială a schiorilor, dominând mai ales disciplinele Slalom super-uriaș și Coborâre.

### Între 2003 - 2006
În anul 2003 reușește să câștige la campionatul mondial, prima medalie de aur la slalom uriaș, ajungând să fie clasată după punctaj pe locul trei.
Sezonul campionatului mondial din anii 2003/04, a fost cel mai bun sezon al ei, când reușește să câștige la toate disciplinele. Un sezon mai puțin bun pentru ea a fost anul 2004/05 când a câștigat medalia de aur numai la slalom uriaș. În sezonul 2005/06 rămâne la cupă, probe generale, în urma lui Kostelić, în schimb Pärson va avea 8 victorii la celalte discipline. În anul 2006 câștigă aur la jocurile olimpice de iarnă.